# Manfred Allié
Manfred Allié (geboren 1955 in Marburg) ist ein deutscher Autor und Übersetzer.
Manfred Allié ist – häufig gemeinsam mit Gabriele Kempf-Allié – überwiegend als literarischer Übersetzer aus dem Englischen, aber auch als Übersetzer von Kunst-, Reise- und populärwissenschaftlicher Literatur tätig. Er lebt in der Eifel. 2006 erhielt er den Helmut-M.-Braem-Übersetzerpreis für die Übersetzung von Die Zeit der Gaben von Patrick Leigh Fermor.

## Auswahl übersetzter Autoren
Omar El Akkad, Jane Austen, Wendy Beckett, Scott Bradfield, „Marlon Bundo“, Peter Carey, Joseph Conrad, Philip K. Dick, Ralph Ellison, James Gordon Farrell, Patrick Leigh Fermor, Patricia Highsmith, Michael Innes, Reif Larsen, Yann Martel, Anthony McCarten, Joseph O’Connor, Richard Powers, Josephine Tey, Frederic Tuten, Edith Wharton

## Weitere Werke
- Manfred Allié u. Jörg Nagler: Die Klassiker der amerikanischen Literatur: von der frühen Nationalliteratur bis zur Gegenwart, Econ-Taschenbuch-Verlag, Düsseldorf 1987, ISBN 3-612-10048-3
- Manfred Allié: Nord-England: von Yorkshire bis zum Lake District, DuMont, Köln 1990, ISBN 3-7701-2131-7